# Садид, Хамид
Хамид Садид (англ. Hamid Sadid; 24 мая 1989, Афганистан) — афганский футболист, полузащитник. Выступал за национальную сборную Афганистана.

## Биография

### Клубная карьера
Родился в Афганистане, но в 11 лет вместе с семьёй переехал в Швецию. Где играл за команду «Сюрианска». С 2012 года по 2014 год находился в составе клуба «Эребру». В 2014 перешёл в другую шведскую команду «Босна 92», которая также базируется в городе Эребру.

### Карьера в сборной
13 апреля 2014 года дебютировал в составе национальной сборной Афганистана в товарищеском матче против Кыргызстана (0:0). В следующий раз главный тренер Мухаммад Юсуф Коргар доверил сыграть 4 мая 2014 года в товарищеской игре против Таджикистана. Встреча закончился минимальным поражением афганцев (0:1). Больше за сборную Хамид Садид не играл.